# Gran Premio di Gran Bretagna 2001
Il Gran Premio di Gran Bretagna 2001 è stato un Gran Premio di Formula 1 disputato il 15 luglio 2001 sul circuito di Silverstone. La gara fu vinta da Mika Häkkinen su McLaren, davanti a Michael Schumacher e Rubens Barrichello su Ferrari.

## Vigilia

### Aspetti tecnici
La McLaren presentò un nuovo alettone posteriore. In gara la scuderia inglese fece correre Häkkinen con una vettura in configurazione da qualifica non dotata delle ciminiere poste alla fine delle fiancate, in modo da ottimizzare il cx della monoposto. La BAR utilizzò per la prima volta le sospensioni realizzate dal reparto corse della Honda, mentre la Jordan introdusse un nuovo alettone posteriore.

## Prove libere

### Risultati
Nella prima sessione di prove di venerdì i risultati furono i seguenti:
| Pos | No | Pilota             | Costruttore        | Tempo    |
| --- | -- | ------------------ | ------------------ | -------- |
| 1   | 1  | Michael Schumacher | Ferrari            | 1'23"619 |
| 2   | 2  | Rubens Barrichello | Ferrari            | 1'24"405 |
| 3   | 3  | Mika Häkkinen      | McLaren - Mercedes | 1'24"413 |

Nella seconda sessione di prove di venerdì i risultati furono i seguenti:
| Pos | No | Pilota             | Costruttore        | Tempo    |
| --- | -- | ------------------ | ------------------ | -------- |
| 1   | 3  | Mika Häkkinen      | McLaren - Mercedes | 1'22"827 |
| 2   | 4  | David Coulthard    | McLaren - Mercedes | 1'22"894 |
| 3   | 2  | Rubens Barrichello | Ferrari            | 1'23"578 |

Nella sessione di prove libere di sabato mattina i risultati furono i seguenti:
| Pos | No | Pilota                | Costruttore        | Tempo    |
| --- | -- | --------------------- | ------------------ | -------- |
| 1   | 1  | Michael Schumacher    | Ferrari            | 1'31"430 |
| 2   | 11 | Heinz-Harald Frentzen | Jordan - Honda     | 1'31"803 |
| 3   | 3  | Mika Häkkinen         | McLaren - Mercedes | 1'31"849 |

## Qualifiche

### Resoconto
Le qualifiche furono disputate con il tracciato che andava via via asciugandosi e i tempi migliori furono quindi fatti segnare nella parte finale della sessione, caratterizzata però da un intenso traffico in pista. Alla fine Michael Schumacher fece segnare la quarantesima pole position in carriera, battendo di circa otto centesimi Häkkinen. Coulthard si piazzò in terza posizione, con un margine di appena tre millesimi sul sorprendente Trulli su Jordan. Il pilota italiano precedette il compagno di squadra Frentzen e Barrichello.
Anche Räikkönen si mise in luce, marcando il settimo tempo e precedendo Montoya, il compagno di squadra Heidfeld e Ralf Schumacher. La Minardi si dimostrò molto poco competitiva sul difficile circuito britannico, tanto che Alonso e Marques ottennero le peggiori prestazioni della sessione: il pilota brasiliano andò oltre il 107% del tempo della pole, non qualificandosi per la gara.

### Risultati
| Pos                         | No | Pilota                | Costruttore        | Pneumatici | Tempo    | Distacco |
| --------------------------- | -- | --------------------- | ------------------ | ---------- | -------- | -------- |
| 1                           | 1  | Michael Schumacher    | Ferrari            | B          | 1'20"447 |          |
| 2                           | 3  | Mika Häkkinen         | McLaren - Mercedes | B          | 1'20"529 | +0"082   |
| 3                           | 4  | David Coulthard       | McLaren - Mercedes | B          | 1'20"927 | +0"480   |
| 4                           | 12 | Jarno Trulli          | Jordan - Honda     | B          | 1'20"930 | +0"483   |
| 5                           | 11 | Heinz-Harald Frentzen | Jordan - Honda     | B          | 1'21"217 | +0"770   |
| 6                           | 2  | Rubens Barrichello    | Ferrari            | B          | 1'21"715 | +1"268   |
| 7                           | 17 | Kimi Räikkönen        | Sauber - Petronas  | B          | 1'22"023 | +1"576   |
| 8                           | 6  | Juan Pablo Montoya    | Williams - BMW     | M          | 1'22"219 | +1"772   |
| 9                           | 16 | Nick Heidfeld         | Sauber - Petronas  | B          | 1'22"223 | +1"776   |
| 10                          | 5  | Ralf Schumacher       | Williams - BMW     | M          | 1'22"283 | +1"836   |
| 11                          | 9  | Olivier Panis         | BAR - Honda        | B          | 1'22"316 | +1"869   |
| 12                          | 10 | Jacques Villeneuve    | BAR - Honda        | B          | 1'22"916 | +2"469   |
| 13                          | 19 | Pedro de la Rosa      | Jaguar - Ford      | M          | 1'23"273 | +2"726   |
| 14                          | 22 | Jean Alesi            | Prost - Acer       | M          | 1'23"392 | +2"945   |
| 15                          | 18 | Eddie Irvine          | Jaguar - Ford      | M          | 1'23"439 | +2"992   |
| 16                          | 23 | Luciano Burti         | Prost - Acer       | M          | 1'23"735 | +3"288   |
| 17                          | 14 | Jos Verstappen        | Arrows - Asiatech  | B          | 1'24"067 | +3"620   |
| 18                          | 8  | Jenson Button         | Benetton - Renault | M          | 1'24"123 | +3"676   |
| 19                          | 7  | Giancarlo Fisichella  | Benetton - Renault | M          | 1'24"275 | +3"828   |
| 20                          | 15 | Enrique Bernoldi      | Arrows - Asiatech  | B          | 1'24"606 | +4"159   |
| 21                          | 21 | Fernando Alonso       | Minardi - European | M          | 1'24"792 | +4"345   |
| Tempo limite 107%: 1:26;078 |    |                       |                    |            |          |          |
| NQ                          | 20 | Tarso Marques         | Minardi - European | M          | 1'26"506 | +6"059   |

## Warm up

### Risultati
I tempi migliori fatti segnare nel warm up di domenica mattina furono i seguenti:
| Pos | No | Pilota          | Costruttore        | Tempo    |
| --- | -- | --------------- | ------------------ | -------- |
| 1   | 4  | David Coulthard | McLaren - Mercedes | 1'22"994 |
| 2   | 12 | Jarno Trulli    | Jordan - Honda     | 1'23"182 |
| 3   | 3  | Mika Häkkinen   | McLaren - Mercedes | 1'23"416 |

## Gara

### Resoconto
Al via Michael Schumacher e Häkkinen mantennero le proprie posizioni. Alle loro spalle Trulli provò a sopravanzare Coulthard, ma i due vennero a contatto; il pilota italiano si ritirò immediatamente, mentre lo scozzese riuscì a tornare ai box ma dovette abbandonare la gara due tornate più tardi per i danni riportati da una sospensione. Nello stesso momento Villeneuve speronò il compagno di squadra Panis, costringendolo al ritiro.
Montoya, scattato bene dall'ottava posizione in griglia, approfittò dell'incidente tra Trulli e Coulthard per inserirsi in terza posizione, davanti a Barrichello, Ralf Schumacher, Räikkönen e Heidfeld. Il colombiano non fu però inizialmente in grado di tenere il passo della coppia di testa, che guadagnò un piccolo margine sugli inseguitori. Häkkinen, partito con una strategia a due pit stop contro l'unica sosta prevista dal ferrarista, cominciò subito a mettere sotto pressione il rivale, sopravanzandolo nel corso della quinta tornata e staccandolo rapidamente. Nelle tornate successive anche Montoya si avvicinò a Schumacher e al 18º passaggio il pilota colombiano superò il tedesco, portandosi in seconda posizione.
Al 21º giro Häkkinen effettuò il primo rifornimento, tornando in pista alle spalle di Montoya ma davanti a Schumacher, la cui tattica fu quindi vanificata. Il pilota finlandese riguadagnò la testa della corsa quattro tornate più tardi, quando anche Montoya rientrò ai box. Il colombiano si ritrovò alle spalle di Barrichello, partito con la stessa strategia del compagno di squadra, ma pur seguendolo da molto vicino non fu in grado di portare un attacco definitivo e perse anche la possibilità di insidiare la seconda posizione di Schumacher. Al 36º passaggio Ralf Schumacher si dovette ritirare per un problema meccanico. Salì quindi in quinta posizione Räikkönen, alle spalle del quale si contendevano l'ultimo posto a punti il compagno di squadra Heidfeld e Frentzen: il pilota della Jordan portò diversi attacchi al rivale, ma non riuscì a sopravanzarlo neanche in occasione della sosta ai box.
Al 39º giro si fermarono contemporaneamente ai box Häkkinen e Schumacher: il primo mantenne il comando della gara, mentre il secondo tornò in pista alle spalle del compagno di squadra e di Montoya, recuperando la seconda posizione dopo le soste ai box di questi ultimi. Nelle ultime tornate non vi furono ulteriori scambi di posizione e Häkkinen tornò alla vittoria a quasi un anno di distanza dal suo ultimo successo, precedendo sul traguardo Michael Schumacher, Barrichello, Montoya, Räikkönen e Heidfeld. Nonostante il ritorno al successo, Häkkinen si ritrovò aritmeticamente escluso dalla lotta per il titolo mondiale, avendo ancora 65 punti di ritardo da Michael Schumacher, con sole 6 gare ancora da disputare.  Era dal Gran Premio d'Italia del 1997 che il pilota finlandese non era più in grado di lottare per il titolo iridato.

### Risultati
| Pos      | No | Pilota                | Costruttore        | Pneumatici | Giri | Tempo/Ritiro e posizione al ritiro | Partenza | Punti |
| -------- | -- | --------------------- | ------------------ | ---------- | ---- | ---------------------------------- | -------- | ----- |
| 1        | 3  | Mika Häkkinen         | McLaren - Mercedes | B          | 60   | 1h25'33"770 - 216.231 km/h         | 2        | 10    |
| 2        | 1  | Michael Schumacher    | Ferrari            | B          | 60   | +33"646                            | 1        | 6     |
| 3        | 2  | Rubens Barrichello    | Ferrari            | B          | 60   | +59"280                            | 6        | 4     |
| 4        | 6  | Juan Pablo Montoya    | Williams - BMW     | M          | 60   | +1'08"772                          | 8        | 3     |
| 5        | 17 | Kimi Räikkönen        | Sauber - Petronas  | B          | 59   | +1 giro                            | 7        | 2     |
| 6        | 16 | Nick Heidfeld         | Sauber - Petronas  | B          | 59   | +1 giro                            | 9        | 1     |
| 7        | 11 | Heinz-Harald Frentzen | Jordan - Honda     | B          | 59   | +1 giro                            | 5        |       |
| 8        | 10 | Jacques Villeneuve    | BAR - Honda        | B          | 59   | +1 giro                            | 12       |       |
| 9        | 18 | Eddie Irvine          | Jaguar - Ford      | M          | 59   | +1 giro                            | 15       |       |
| 10       | 14 | Jos Verstappen        | Arrows - Asiatech  | B          | 58   | +2 giri                            | 17       |       |
| 11       | 22 | Jean Alesi            | Prost - Acer       | M          | 58   | +2 giri                            | 14       |       |
| 12       | 19 | Pedro de la Rosa      | Jaguar - Ford      | M          | 58   | +2 giri                            | 13       |       |
| 13       | 7  | Giancarlo Fisichella  | Benetton - Renault | M          | 58   | +2 giri                            | 19       |       |
| 14       | 15 | Enrique Bernoldi      | Arrows - Asiatech  | B          | 58   | +2 giri                            | 20       |       |
| 15       | 8  | Jenson Button         | Benetton - Renault | M          | 58   | +2 giri                            | 18       |       |
| 16       | 21 | Fernando Alonso       | Minardi - European | M          | 57   | +3 giri                            | 21       |       |
| Ritirato | 5  | Ralf Schumacher       | Williams - BMW     | M          | 36   | Motore (5°)                        | 10       |       |
| Ritirato | 23 | Luciano Burti         | Prost - Acer       | M          | 6    | Motore (17°)                       | 16       |       |
| Ritirato | 4  | David Coulthard       | McLaren - Mercedes | B          | 2    | Sospensione/testacoda (18°)        | 3        |       |
| Ritirato | 12 | Jarno Trulli          | Jordan - Honda     | B          | 0    | Collisione con D.Coulthard         | 4        |       |
| Ritirato | 9  | Olivier Panis         | BAR - Honda        | B          | 0    | Collisione con J Villeneuve.       | 11       |       |

## Classifiche

### Piloti
| Pos. | Pilota                | Punti |
| ---- | --------------------- | ----- |
| 1    | Michael Schumacher    | 84    |
| 2    | David Coulthard       | 47    |
| 3    | Rubens Barrichello    | 34    |
| 4    | Ralf Schumacher       | 31    |
| 5    | Mika Häkkinen         | 19    |
| 6    | Juan Pablo Montoya    | 15    |
| 7    | Nick Heidfeld         | 10    |
| 8    | Jarno Trulli          | 9     |
| 8    | Kimi Räikkönen        | 9     |
| 10   | Jacques Villeneuve    | 7     |
| 11   | Heinz-Harald Frentzen | 6     |
| 12   | Olivier Panis         | 5     |
| 13   | Eddie Irvine          | 4     |
| 14   | Jean Alesi            | 3     |
| 15   | Jos Verstappen        | 1     |
| 15   | Giancarlo Fisichella  | 1     |
| 15   | Pedro de la Rosa      | 1     |

### Costruttori
| Pos. | Team               | Punti |
| ---- | ------------------ | ----- |
| 1    | Ferrari            | 118   |
| 2    | McLaren - Mercedes | 66    |
| 3    | Williams - BMW     | 46    |
| 4    | Sauber - Petronas  | 19    |
| 5    | Jordan - Honda     | 15    |
| 6    | BAR - Honda        | 12    |
| 7    | Jaguar - Ford      | 5     |
| 8    | Prost - Acer       | 3     |
| 9    | Arrows - Asiatech  | 1     |
| 9    | Benetton - Renault | 1     |